# Castell d'Aberdour
El castell d'Aberdour es troba al poble d'Aberdour, a Fife, Escòcia. Algunes parts del castell daten del voltant de l'any 1200, la qual cosa fa que Aberdour sigui un dels dos castells més antics d'Escòcia, juntament amb el castell Sween d'Argyll i Bute, que va ser construït al voltant de la mateixa època.
La part més antiga del castell conté una modesta casa saló, amb vista a Dour Burn. Durant els següents 400 anys, el castell va ser successivament ampliat d'acord amb les idees arquitectòniques de l'època. La casa es va convertir en una torrassa al segle xv, i al segle xvi es va ampliar dues vegades. Les últimes incorporacions es van realitzar al voltant del 1635, amb fins detalls renaixentistes; tot el conjunt va ser complementat amb un jardí barrat a l'est i una terrassa al sud. Les terrasses daten de mitjan segle xvi; formen un dels jardins més antics d'Escòcia i ofereixen àmplies vistes d'Edimburg a través del fiord de Forth.
El castell és en gran part obra del clan Douglas, comtes de Morton, que van posseir Aberdour des del segle xiv. Els comtes van usar Aberdour com a segona residència fins a l'any 1642, quan van vendre la seva primera residència, Dalkeith House. Es van realitzar algunes reparacions després d'un incendi produït a la fi del segle xvii, però l'any 1725 la família va comprar Aberdour House, i el castell va començar a caure en decadència. Avui dia només l'ala del segle xviii roman coberta, mentre que la torre s'ha esfondrat en la major part. El castell d'Aberdour està actualment sota cura de l'agència estatal Historic Scotland, i està obert al públic tot l'any.

## Història

### Orígens
La baronia d'Aberdour va ser adquirida l'any 1126 per sir Alan de Mortimer, després del seu matrimoni amb Anicea, filla de sir John de Vipont. Sir Alan va construir l'església de Sant Fillan, que encara roman en peus al costat del castell, al voltant de l'any 1140, i probablement la seva família construís la casa al voltant l'any 1200, o fins i tot abans. L'any 1216 un altre Alan de Mortimer està registrat com a donant de terres als monjos de l'abadia d'Inchcolm. No hi ha proves del que els va passar als Mortimer, però a principis del segle xiv, el rei Robert de Bruce va atorgar el castell al seu parent, Thomas Randolph I, comte de Moray. El net de Moray va atorgar al seu torn la baronia a sir William Douglas de Liddesdale, l'any 1342.
L'any 1351, sir William Douglas va donar les terres d'Aberdour al seu nebot, sir James Douglas de Dalkeith, encara que va mantenir el castell per a si mateix fins a la seva mort, dos anys més tard. Aquesta donació va ser confirmada pel rei David II l'any 1361. L'any 1386 Aberdour i Dalkeith s'uniren en un mateix títol nobiliari, la seu principal del qual seria Dalkeith, prop d'Edimburg, i Aberdour seria la residència secundària. James, quart Lord Dalkeith, va ser nomenat comte de Morton l'any 1458, abans de casar-se amb Joanna, la filla sordmuda de Jaume I. El nou comte va ampliar la casa, elevant i reconstruint l'estructura perquè s'acomodés al nou estatus. El segon comte va dur a terme diverses ampliacions al castell l'any 1500, construint una nova torre per a l'escala i el bloc sud.

### Segle XVI

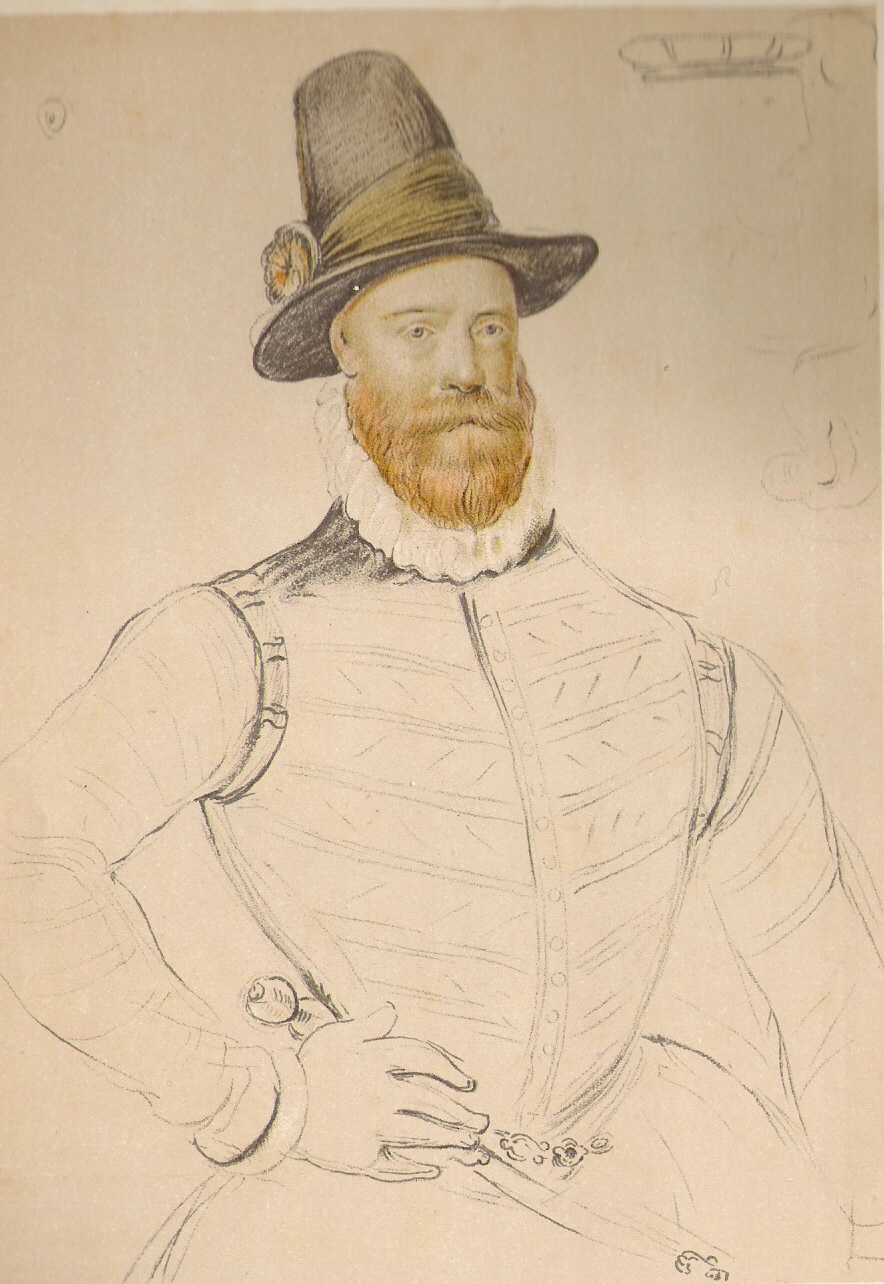
El comte de Morton James Douglas, regent d'Escòcia

L'any 1538 Jaume V va convocar el tercer comte de Morton abans que el Privy Coucil, acusant-lo de no pagar els seus deutes feudals, i l'any 1540 va exiliar el comte a Inverness. Morton va aconseguir Brechin, a Angus, on va signar una acta en la qual renunciava a les seves terres, cedint-les al seu parent Robert Douglas de Lochleven. Lochleven va ser obligat a renunciar a aquestes terres i a retornar-les a Jaume V, encara que se li va permetre mantenir el castell d'Aberdour. Després de la mort de Jaume V a la fi del 1542, George Douglas de Pittendreich i el comte d'Arran van ajudar Morton a reclamar les seves terres, incloent-hi Aberdour. A canvi, els seus fills es casarien amb dues de les tres filles de Morton. El fill de Pittendreich, James (1525-1581) es va casar amb l'hereva, Elizabeth, i es va convertir en el quart comte de Morton l'any 1553.
El castell d'Aberdour es va reservar per a la seva sogra, la comtessa Katherine, fins al 1564, quan la reina Maria va confirmar els drets de Morton sobre tota la baronia de Dalkeith i Aberdour. L'any 1566, Morton es va embolicar en els plans de rebel·lió contra la reina, que van acabar amb l'assassinat del secretari de la reina, David Riccio, però van fracassar a l'hora d'aconseguir més impuls, la qual cosa va forçar Morton a abandonar Anglaterra. No obstant això, a finals d'aquest any ja havia tornat, i a juliol de l'any següent, Maria estava presonera i havia estat forçada a abdicar pels nobles escocesos. Morton va ser nomenat regent d'Escòcia, per al petit Jaume VI l'any 1572. Va dur a terme ampliacions del castell en la dècada de 1570, reconstruint el bloc sud, i ampliant-lo cap al sud fins a l'actual bloc central. També va prendre com a inspiració alguns jardins contemporanis d'Anglaterra per dissenyar els jardins en terrassa, com els del palau de Hampton Court. El Privy Council es va reunir a Aberdour l'agost de 1576, però la regència de Morton va arribar a la fi el 1578. Posteriorment va ser implicat en l'assassinat del marit de la reina Maria, Lord Darnley, el 1567; i executat l'any 1581 sota l'ordre del jove rei Jaume VI.
Mentre Morton era a la presó, les seves terres van ser lliurades al seu nebot, Archibald Douglas, vuitè comte d'Angus, però van ser concedides al comte de Lennox després de l'execució de Morton. L'any 1587, Lennox va retornar les terres a Angus, que era conegut ja com a cinquè comte Morton. Després de la mort de Morton el 1588, el títol passa a mans d'un altre parent, William Douglas de Lochleven. El fill de William va precedir el seu pare, però la seva vídua, Jean Lyon, va continuar vivint a Aberdour amb el seu segon marit, Alexander Lindsay, Lord Spynie.

### Els comtes posteriors

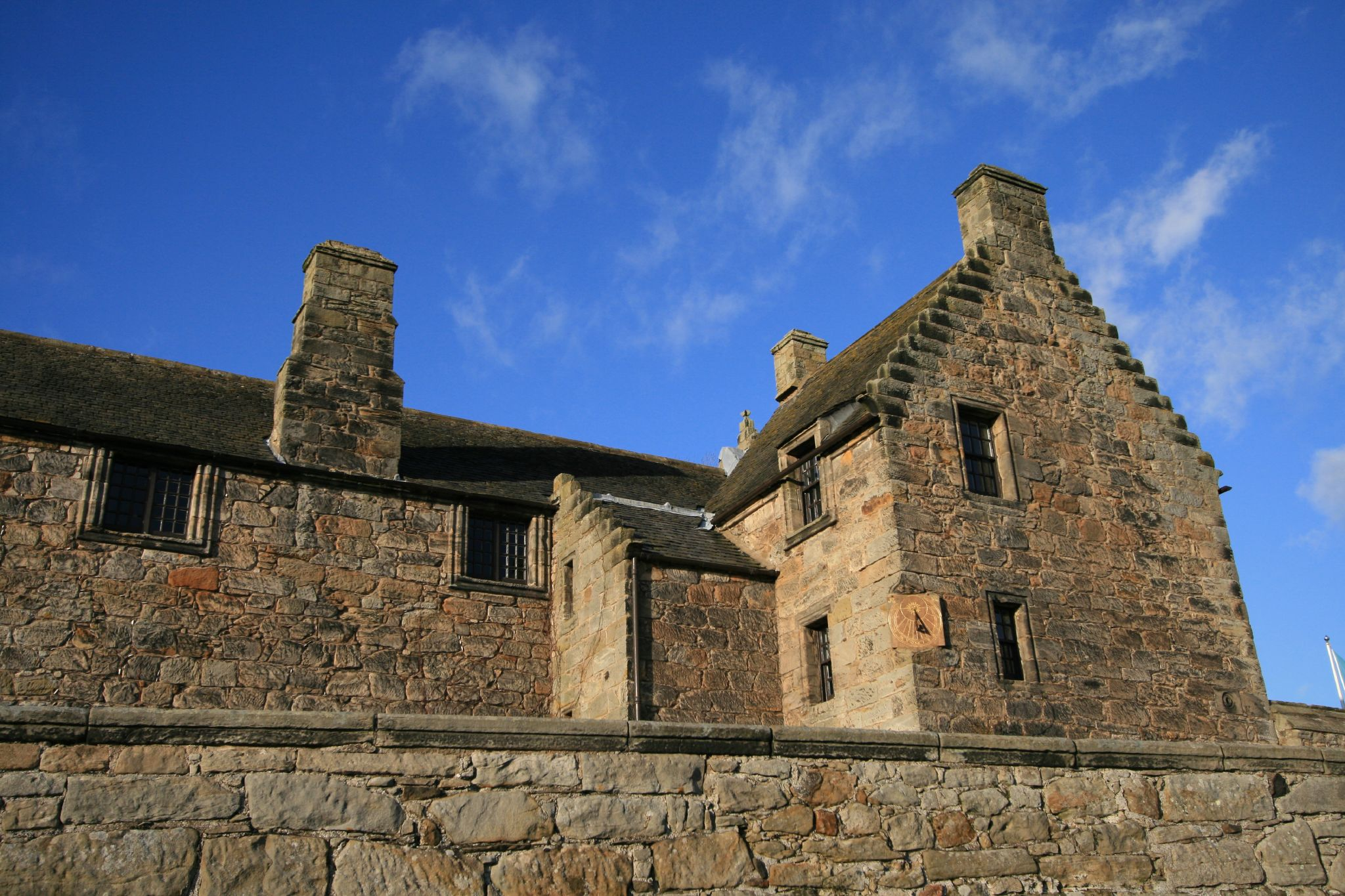
El bloc oriental del castell

William Douglas, setè comte de Morton (1582-1648), algunes vegades numerat com a sisè comte, va heretar el castell del seu avi l'any 1606. Va ser tresorer d'Escòcia entre 1630 i 1636, i un gran defensor de la dinastia Estuard durant la Guerra dels Tres regnes (1639-1651). No obstant això, es va veure obligat a invertir gran part de la seva fortuna en els interessos reials, la qual cosa el va portar a tenir dificultats financeres, forçant-lo a vendre Dalkeith al comte de Buccleuch l'any 1642. William va construir l'ala est renaixentista, probablement al voltant del 1635. Se sap que estava dempeus l'any 1647, quan es va registrar en un inventari mobles luxosos, catifes i tapissos. El jardí barrat també va ser construït en la dècada de 1630, i es van fer millores a les terrasses. Aberdour es va convertir en una residència adequada per als comtes després de la venda de Dalkeith.
Els comtes de Morton van continuar vivint a Aberdour, encara que mai van recuperar el seu anterior estatus. L'any 1688 el castell va ser seriosament danyat per un incendi, i l'any 1690 l'onzè comte va consultar l'arquitecte James Smith. Smith va avaluar els danys i va plantejar diverses propostes per reparar i ampliar el castell amb una altra ala al nord del bloc est. El comte també va buscar estimacions sobre la demolició de la torrassa i del bloc central. Cap d'aquestes propostes va tirar endavant, encara que es van realitzar reparacions, completades l'any 1703.
Les tropes governamentals es van establir al castell durant els alçaments jacobites del 1715. Durant la seva estada un segon foc va causar grans danys a l'edifici. L'any 1725, els Morton van comprar una propietat adjacent al castell, Cuttlehill House, i li canviaren el nom a Aberdour House, per la qual cosa el castell va deixar de ser una residència. El bloc oriental va ser reparat una altra vegada, i usat per a diversos propòsits, entre els quals una aula escolar, una caserna i un saló maçònic. L'any 1924 el castell i els jardins van passar a l'estat, i continuen administrats per l'agència estatal Historic Scotland com a atracció turística. El castell, el colomar i el jardí barrat estan catalogats com a edificis de categoria A, el major grau de protecció que es dona a un edifici històric a Escòcia.

## Descripció

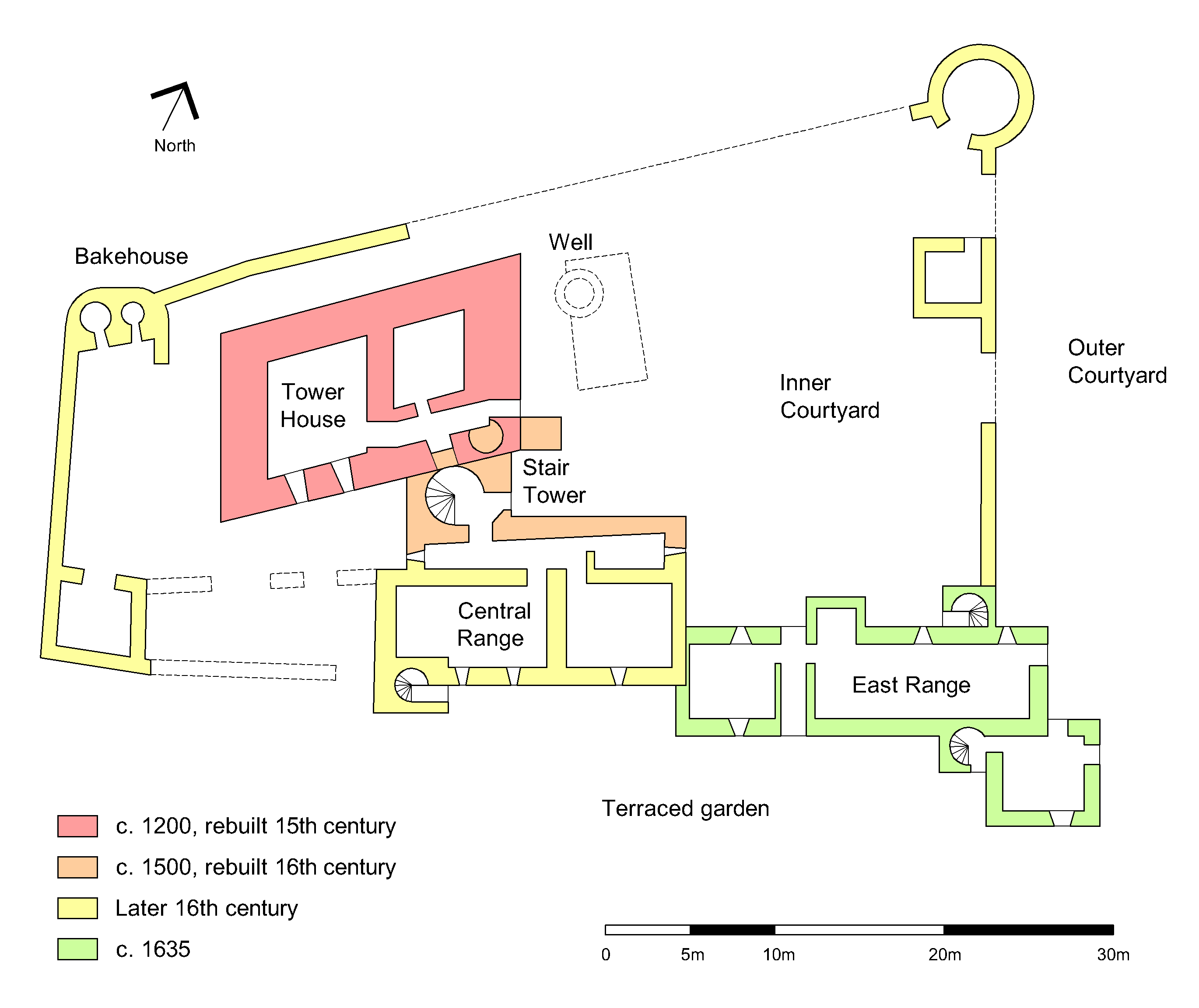
Plànol de la planta baixa del castell

El castell originàriament es componia de la casa del segle xii o XIII, que va ser ampliada al segle xv. Al segle xvi es va construir el bloc central al sud de la torrassa, i es van construir també els nous murs dels patis intern i extern. La part oriental del mur del pati interior està reduïda als fonaments, però sobreviu la base d'una torre rodona. A l'oest, encara sobreviu el mur del pati interior, que agrupa l'antic pati del servei, que conté una cerveseria i una fleca amb forns. El bloc oriental va ser afegit al segle xvii. Originàriament s'accedia al castell pel nord, però quan es va construir l'any 1890 l'estació de ferrocarril, l'entrada se'n va moure a l'oest.

### La torrassa
La torrassa fa 16 x 11 metres i té una planta rectangular esbiaixada. Les dues plantes més baixes constitueixen la part més antiga del castell, datat del voltant de l'any 1200, mentre que les plantes superiors daten del segle xv. La datació de l'edifici es basa en nombroses proves. Els blocs cúbics d'obra de paleta, l'amplària de la base de les muralles, o els contraforts, són indicatius d'aquesta data. La part derruïda de la muralla sud contenia antigament una doble finestra amb forma de llança. L'estructura originària, anomenada casa-saló, tenia probablement dues o tres plantes, que contenien un saló en la primera planta sobre un soterrani sense voltes; podria haver estat envoltada per una estacada defensiva de fusta. La reconstrucció del segle xv va afegir-hi dues plantes més, i va reorganitzar l'interior. Es van inserir soterranis de volta, incloent-hi una cuina i una escala de caragol, i les muralles van ser coronades per lladroneres, forats pels quals es podien llançar objectes als enemics. La torre va sofrir importants ensulsiades el 1844 i 1919, i avui dia només en sobreviu la base.

### El bloc central
El bloc central es va començar cap a l'any 1500, possiblement com un edifici de dues plantes amb un gran saló, encara que només queden alguns fragments d'aquest edifici. L'entrada sud a la torrassa va ser bloquejada, i reemplaçada per una entrada oriental a la planta baixa. Es va construir, al sud-est, una nova torre per contenir la nova escala de caragol. Aquesta nova torre estava originàriament coronada per una teulada en forma de con, i l'escala donava accés a les plantes superiors de la torrassa i al bloc central. Al voltant del 1570, el quart comte de Morton va reconstruir l'edifici, estenent-lo cap al sud per formar noves estances. Aquest nou edifici, que forma l'actual bloc central de tres plantes, inclou una cuina amb voltes i un magatzem. Els dos dormitoris de la primera planta tenen els seus armaris i excusats. A l'estança occidental s'accedeix des dels jardins en terrassa, gràcies a una altra escala, i té una escala privada que condueix a una altra habitació damunt d'aquesta, cosa que suggereix que aquestes eren les estances del comte i la comtessa. La planta superior, on el sòl de fusta ja no hi és, conté altres tres estances, incloent-hi una sobre l'escala. L'exterior de l'edifici està decorat amb elements d'obra de paleta. Una de les finestres del primer pis està decorada amb pilastres esculpides, semblants a les finestres del castell d'Edimburg i a les del castell de Drochil, tots dos construïts durant la regència de Morton.

### El bloc oriental

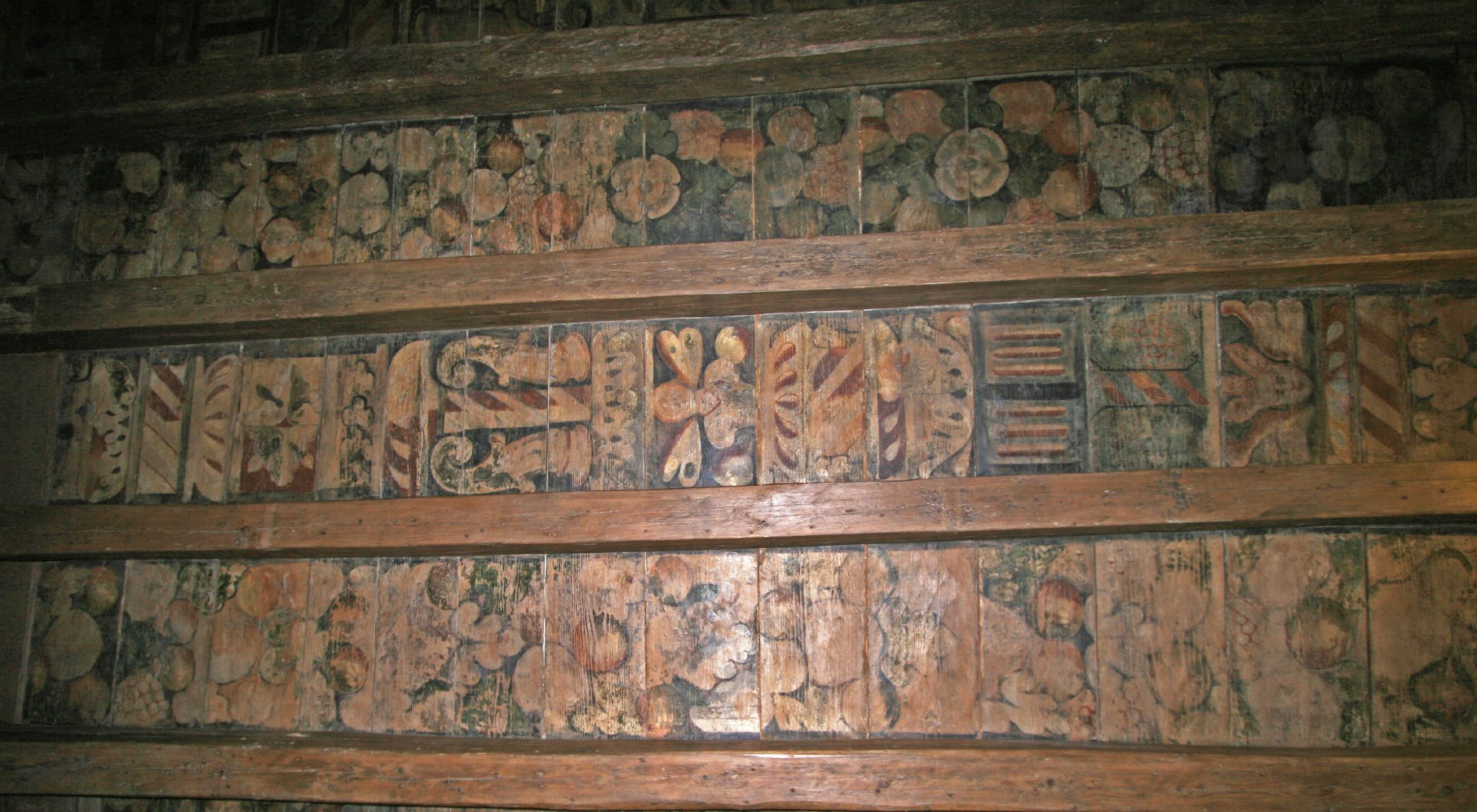
Frescos del sostre d'una de les habitacions del bloc central

El bloc oriental es compon d'un estret edifici, amb una ala petita que es projecta cap al sud-est. És l'única part del castell que roman amb sostre. La primera planta de l'edifici està ocupada per una gran galeria, a la qual s'accedeix des del bloc central. La gran galeria s'usava per a l'entreteniment, i hi ha registres que l'any 1647 contenia 46 quadres i un clavicèmbal, juntament amb altres mobles. A l'ala sud-est hi ha tres habitacions, una per planta, unides per una escala de caragol. L'habitació de la primera planta té uns frescos del segle xvii al sostre, decorats amb fruita, fullatge i emblemes heràldics. Aquesta ala té gablets escalonats, i un rellotge de sol en una cantonada. La finestra est de la gran galeria està decorada amb pilastres. La teulada data del segle xviii i és més baixa que l'originària.

## Els jardins

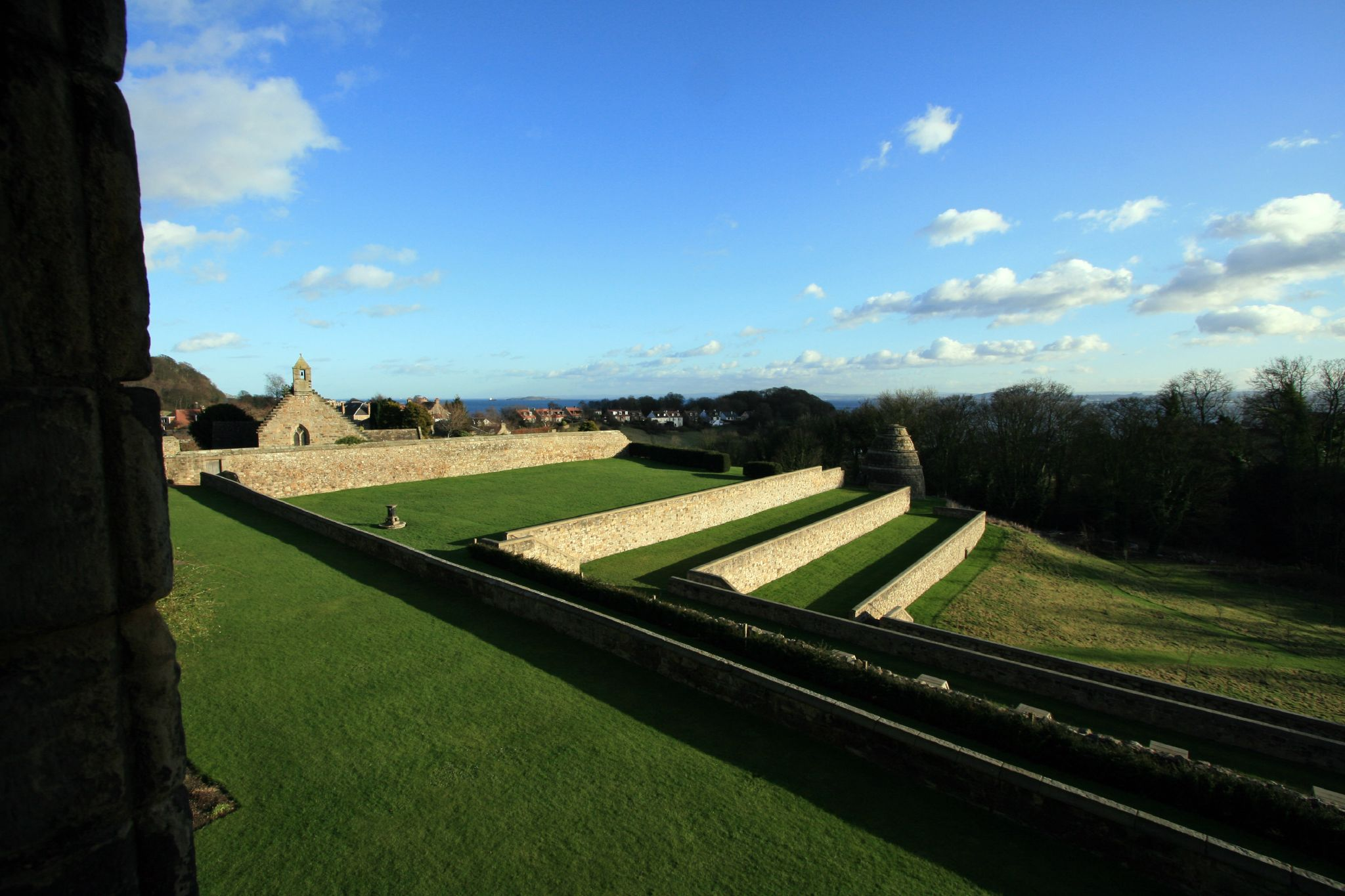
Els jardins en terrassa del castell d'Aberdour

Hi ha hagut jardins a Aberdour des de l'any 1540. El jardí en terrassa data de l'època del quart comte de Morton, i agrupa quatre terrasses en forma de L. Al final de les terrasses hi havia una horta, plantada l'any 1690 i replantada recentment. L'amplitud dels jardins sols s'ha pogut descobrir recentment gràcies a unes excavacions dutes a terme en la dècada del 1970. Entre 1977 i 1980 es van dur a terme excavacions arqueològiques, per determinar si les terrasses més baixes, que apareixien en un mapa del 1740, realment existien. Encara que es van trobar els fonaments de les terrasses, les restes no es van poder datar, però es pensa que es construïren en la segona meitat del segle xvi. Els murs de contenció es reconstruïren el 1981, i les terrasses es van emplenar amb gespa, ja que no hi ha dades sobre quines plantes va haver-hi abans.

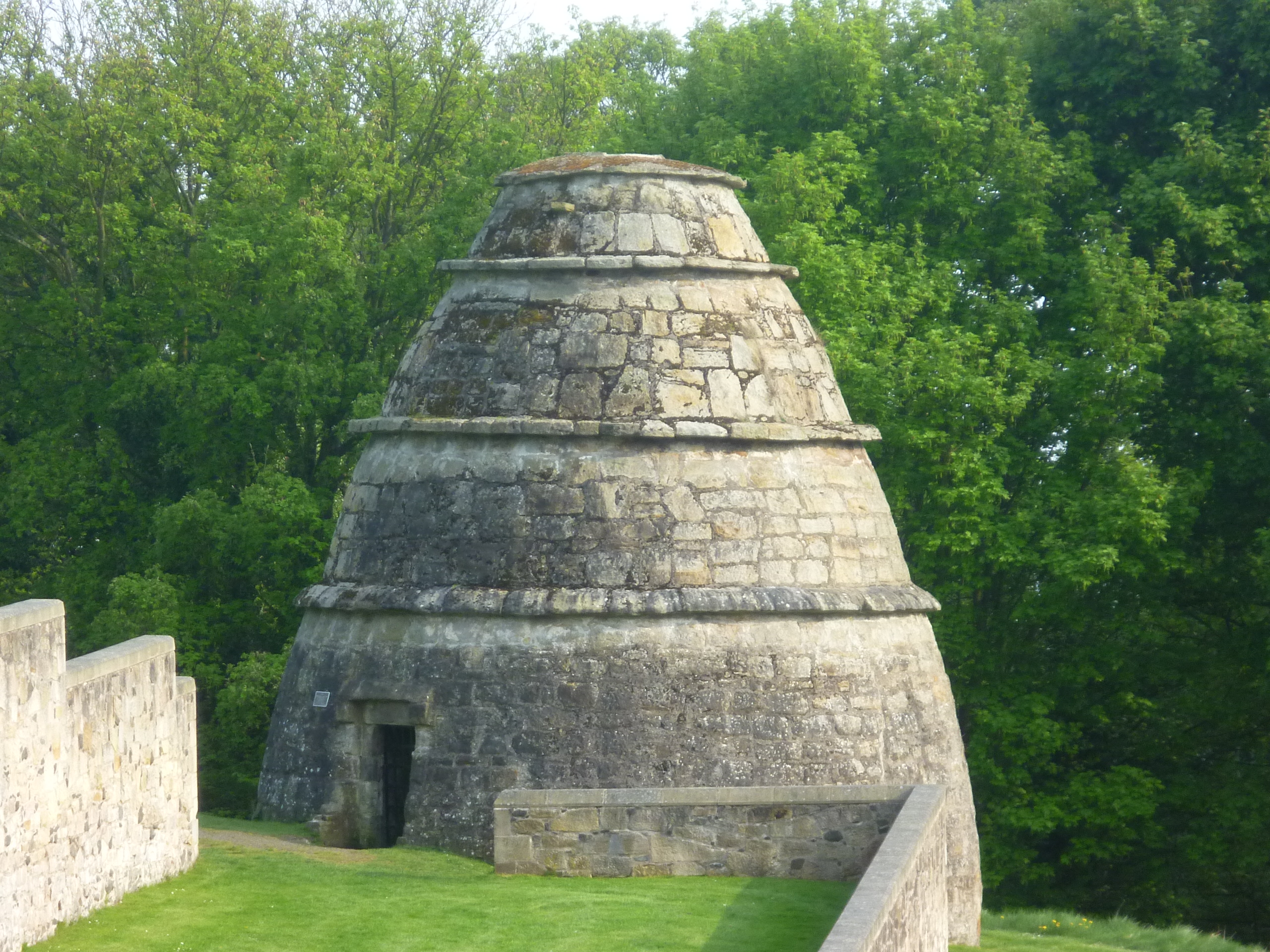
Colomar al jardins del castell

El jardí barrat del segle xvii ocupa una extensió de 5.000 metres quadrats, i té uns murs de fins a 4 m. S'estén cap a l'oest del pati exterior, i originàriament s'hi accedia per mitjà de portes a les cantonades sud-oest i nord-est. La porta oest tenia esculpit l'emblema dels Douglas. La porta est conduïa fins a l'església de Sant Fillan, i té gravada la data del 1632, juntament amb un monograma de les inicials del comte i la comtessa. L'any 1675 es va construir una casa d'estiu dins de la muralla sud-est del jardí, però va ser derruïda al segle xviii. L'entrada del mur occidental data del voltant del 1740. Durant la Segona Guerra Mundial el jardí es va usar com a horta i granja de porcs.